# يوجين كورن
يوجين كورن (بالإنجليزية: Eugene Korn)‏ هو حاخام أمريكي، ولد في 1947.